# 太臓もて王サーガの登場人物
太臓もて王サーガの登場人物（たいぞうもてキングサーガのとうじょうじんぶつ）は、大亜門の漫画作品『太臓もて王サーガ』に登場する架空の人物の一覧。
特に表記のない人物は実界人（普通の人間）。

## メインキャラクター
百手 太臓（ももて たいぞう）
主人公。正体は間界の王子「バアル・ゼブル」。私立ドキドキ学園高等学校1年H組→2年B組→3年F組。
三角おむすびを彷彿とさせる三角頭で二頭身と特徴的な外見で、頭の大きさゆえ、前開きの服しか着られない。よくおねしょ（悠の策もあるが）をし、また辛いものを食べると腹を下す。
「自分の意思」を何よりも優先させる間界人の中にあって、輪をかけて自己中心的な思考の持ち主。エロをアイデンティティとし、デリカシーも学習能力も皆無な為、言う事やる事のほぼ全てがセクハラ。他、性格面で言えばほとんど非の打ち所しか無いが、本人は「誰も自分の良さを理解してくれない（魅力に気付かない）」と言って譲らない。学業も振るわず、成績は学年ブービー。
ハーレムランドの住人（女性）探しのため実界を訪れたが、その外見と性格、変態的行動のため（紋やケサ等、一部の例外を除き）全く成果はない。ただし、作中に出てくるキャラには男女共に彼以上の変態も少なくない為、変態具合だけで見たら特に際立ってるわけではない。一時、矢射子後継の生徒会長になるも早々にクーデターを起こされ、解任されている。名字の「百手」はかつて矢射子宅にホームステイした際の名残。意外にも間界最高のプラチナクラスの実力者で、興奮度（テンション）に応じて、能力がアップする。またテンションが一定以上に達すると人間の姿を保てなくなり、正体を現す。魔法を使う他、テンションに応じたクラスの契約者を自分の肛門（アスタリスク・ゲート）から召喚する能力を持つ(宏海曰く、太臓が召喚する間界人にはろくなのがいない)。また、これとは別に第20章から筋肉質・長身化する事が出来るようになっており、この状態では特殊能力は使えないが、身体能力が向上するという設定。種族の上では悪魔と呼ばれるだけの事はあって（当人は無邪気さを振りまき善意を施してるつもりで）邪悪の限りを尽くし、関わった多くの人間を（地味ながらも確実に、そして無自覚の内に）不幸な境遇に落としている。
名前の由来は「（女性に）モテたいぞう」から。読み切り版では『百手太造（読み方同じ）』の名前。またキャラクターとしては古い部類なのか、掲載初期の読切作品「もて塾恋愛相談」「もて塾へ行こう!」（WJ・2002年34号・44号）に『茂手太造（もて たいぞう）』という名前で登場している。
安骸寺 悠（あんがいじ ゆう）
間界人、蛇王（ナーガラージャ）。
太臓の側近だが、その理由は「そばにいると面白いものが見られるから」であり忠誠心は0で、太臓を殴る事すらある（ただしクビにならない程度には雑務はこなしている）。よって太臓の嫁が見つかるかどうかは、どうでもいい様子。面白追求のためならいかなる労苦をも惜しまず、事態をより面白くする為に太臓や宏海たちを利用する事もしばしばで、マッチポンプじみた行為さえも厭わない。
実界でのおもちゃ第1号である宏海の、間界の王にも臆さぬツッコミの才には「エース」の称号を（当人の意向は無視して）贈るほど高く評価しているが、それ以外の価値など何一つ認めていない。宏海と矢射子との恋模様に関して表向き傍観を決め込みつつ（意図してこじれさせようとしたのは一、二回程度）、その進展を後押しするかのような言動を幾度かしたのも、矢射子をも面白仲間（オモチャ）に入れようと言う思惑から。
体中に「千の目（サウザン・アイズ）」を持ち、目にはそれぞれ異なる特殊能力がある。腕の長さを自在に調節してムチのように操る事も可能。「究極の面白」を求めていつもビデオカメラを所持。冷静沈着で普段は全く表情を変えない（興奮しても鼻息を荒くする程度）。時おりクールに下ネタをかます。蛇なだけに冷気が苦手で、あいすの冷気攻撃からの回避率が高い（単に要領がいいだけでもある）。寒さに弱いので冬はかなり着込む。翠に好かれているが、軽くあしらっている。苗字の安骸寺は、適当なものが無かったので間界人の敵である日本討魔師協会の総本山である「安骸寺」から取った。実はゴールドクラス（本来ナーガはシルバークラスだが、ナーガラージャの悠は1ランク上である）。本名は忘れているらしい。最終話では太臓の暴走を期待するためだけに間界に帰ろうとしていたが、太臓の予想外の行動に初めて感情を露にした。
名前の由来は、案外自由（あんがい じゆう）から。読み切り版では『蔵人遊（くろうど ゆう）』の名前。
阿久津 宏海（あくつ こうみ）
「赤い悪魔」と呼ばれ恐れられる不良少年だったが、ひょんな事から間界人と間違えられた事がきっかけで、太臓と召喚契約させられてしまった。
2年B組になってからはあいすに太臓係を強制的に任命され、それは3年F組に進級後も続いている。ツッコミ気質で流され体質。鋭いツッコミをする事が多いが、精神的に余裕が無い時などはストレートなツッコミをすることがある。彼が真の主人公であるという見方もある（ドラえもん形式）。太臓達と出会ってからろくな目にあっていないが、何だかんだ言って結構面倒見が良い性格。妹・伊舞が居るが、両親が離婚したため離れて暮らしている。赤毛に黒いツノのようなクセ毛は、兄妹揃って母譲りの地毛。体格が良く、実界人としてはかなり強い。空条承太郎のコスプレは麻仁温子も認めるほど。
後に伊舞がドキドキ学園高校に入学して以来、妹に対して溺愛に近い過保護な面も見え出し、妹が絡むと時折ボケキャラと化すようになった。玲夜をシスコン野郎と言う事があるが、タイプの違いはあるものの彼自身も同等以上のシスコンである(本人はあまり自覚していないようである)。一方で父親の過干渉振りにはうんざりしていて、早く家を出たいと思っている。
5月3日生まれ。
自身を巡っての色恋に関しては、罪とも異常とも言われるほど鈍感（元より他人のそれに対しても無頓着ではあったが）。ゆえに長い間、矢射子に恋心を抱かれているのに全く気付かなかった（夕利と両想いだと勘違いしていた時期もある）が、矢射子が卒業する時のラブ・デスティニーにてその好意が自分に向いているのではないか、と半信半疑に。その後の旅行先での衝撃的な告白などを経て、遂に彼女の想いを（その思い余っての奇行の数々をもひっくるめて）受け入れる覚悟を決めた。以降、周囲（特に太臓）に自分達の交際が露見しないかと戦々恐々とする日々を送っていたが、初デートの際に発生した非常事態の収拾を機に、二人が付き合っている事を自ら明かした。
彼自身は太臓よりも自分をいじる悠に対して不快な感情を抱いており、そのために討魔師の側に着いた事もある。しかし、最終回で悠と別れることができたはずだが、最終的には友情を取り幸運香を使ってまで悠を実界に残した。
名前の由来は「悪ツッコミ（あくつっこみ）」から。読み切り版では『明津宏海（あかつ こうみ）』の名前。
佐渡 あいす（さど あいす）
間界人、雪人（雪女）。1年G組→2年B組→3年F組。学級委員長。
学内では美少女として有名だが、言い寄る男子生徒を片っ端からこっ酷く振って来たが故に「氷の微笑女」の異名を持つ。拷問好きのドS。クールな性格で普段ほとんど笑わない。貧乳（しかし正確なサイズは不明）。同じように太臓たちのせいで迷惑を蒙っている矢射子とは、なぜか仲が悪い（本人は理由が分からないと言っている）が、軟化の傾向にある。間界人絡みのトラブルを解決する間界領事をやっており、仕事で多忙な事などから自身の恋愛については時間の無駄としか思っていない模様。
成績優秀で、1年生の時は学年トップ。彼女自身の特殊能力のせいもあってか手先が器用で、造形センスも中々のもの。
雪人としては成体の一歩手前にあたる。そのため、冬場は力が制御出来なくなる。一方夏場は力が弱る為、泳ぎを覚えていない（カナヅチ）。火を使った料理を作るのも苦手。にもかかわらず風呂には普通に入れるようだ。
氷で武器、拷問道具などを即座に作る（本人曰く、溶ければ証拠がなくなるので便利。トゲ付き棍棒が多い）。よく太臓や真白木、または巻き添えの宏海を氷漬けにする。基本は仕置きのためだが、胸のサイズの話に触れられると不条理な攻撃もする。太臓がエロでテンションを上げるのと同様に、彼女は殺意でテンションを上げる（第一段階は目の色が変わる。第二段階では更に耳が尖り、自身の周囲を寒風が吹き荒ぶ）。
間界領事という仕事自体ほとんどボランティアでやっている所為か、時折貧乏性な面を覗かせる（日用品は特売の物を買い込む、’05年末に着ていたTシャツを翌年末にも着ている、等）。
佐渡ケサの元にホームステイしている。かつては会話らしい会話もなかったようだが、太臓達が登場してからは（愚痴を言い出した事を通じて）良好な関係を築いている。ケサの前では素の自分を出していられる事から、彼女を大切な家族と感じており、そのため彼女には強く出られない。
名前の由来は、姓はサド（サディスト）、名前はアイス（氷）から。読み切り版では『九十九目あいす（つづらめあいす）』の名前で、年齢も11歳と幼いが、クールでサディストなのは変わりない。
百手 矢射子（ももて やいこ）
討魔師。元生徒会長。身長168cm。バスト92cmGカップの巨乳。
普段から木刀を持ち歩いている他、討魔師武具「武装セイバー」も使う。昔京都に住んでいた時太臓を家に下宿させていたが、その時の太臓の行動が原因で当時の彼女の人間関係はことごとく崩壊。それ故に太臓を心底嫌っており、彼を倒す（処刑する）為日々策を巡らせていた。
二度にわたって宏海に絶体絶命のピンチを救われたことにより、その男気と優しさに触れ恋心を抱くようになるが、プライドの高さが邪魔して素直になる事が出来ず、宏海と自分のアブない妄想や、彼に近寄る女性への嫉妬などから瞬時にパニックに陥ってしまい、常軌を逸した行動に走る事もしばしば。卒業を前にしてようやくほぼ告白に近い行為を行っているものの、それでも状況はほとんど進展していなかったが、春休みの旅行中に晴れて彼氏・彼女の関係になった（その後のある一件を境に、呼び名も「阿久津」から「宏海」へ）。大学受験には失敗し、浪人生となってしまったものの、宏海に「おはよー」と笑いかけるその顔は幸せ一杯であった。
兄弟はおらず、現在は父母と家族3人暮らし（ちなみに両親の夫婦仲は良好だが性癖としてSM趣味があり、矢射子自身も乾に対してはサディストである）。海の家を経営する伯母がいる。ぬいぐるみと妄想おしゃべりをする趣味がある。重度の赤面症。宏海絡みで興奮するとすぐ鼻血を出し、自爆による物理的外傷の出血も多い。エビが苦手。あいすと宏海の仲を勘繰り、あいすには警戒心と敵対心を抱いていたが、’06年の大木家の年忘れパーティーを転機として軟化の傾向にある。
名前の由来は、百手祭と、その祭りの中で行われる、的に向かって矢を射る行事から。また桃太郎のダジャレ（百手矢射子→百手アロー→ももてあろう→ももたろう）。
8月15日生まれ。

## 不良3人組
真白木 宇月（ましらぎ うつき）
2人の舎弟を持つ丸刈りの筋骨隆々とした不良。字（あざな）は『喧嘩番長』改め『愛して騎士（ナイト）』。
当初自分を倒した宏海をライバル視していたが、ひょんな事から出会ったあいすに一目惚れし、再登場以降からあいすのストーカー的存在として変態街道まっしぐら。そのストーカーぶりでしばしばあいすに氷漬けにされるも、めげずに想い続けており、あいすに泳ぎを教えた時の態度は丁寧かつ真剣であった（最も、下手な事を言って氷漬けにされたが）。
あいすに一目惚れの直後「バスケがしたいです…」となぜかバスケ部に入部したが、その後の事は不明。時折あいすについて激しい妄想を繰り広げる（この時のあいすは本人より可愛らしい言動を取る美少女と化しており、妄想あいすと呼ばれる）。乳輪は大きめで、その事を本人も非常に気にしており、素でブラジャーやニプレスを要求したほど。ハロウィンの時のコスプレはなぜか人魚（しかもパンツを穿いていなかった）。以上のことから、あいすの事以外でも素で変態となっている。
高校3年生だが、追試で平均点30点以上取る事が出来ず試験に落ち、1年留年。その後はそれなりに勉強していたと見え、センター試験を受けたり将来を真剣に考えたりなど、真面目な部分も見受けられるが、柴と小城を救う為に喧嘩で更に1年留年。成人した高校生となってしまった。
また、不良ではあるが喫煙はしない。間界人（特にあいす）が特殊能力を使う場面に何度も遭遇しているが、バカなので全く気づいていない。ちなみにいつも着ているTシャツには様々なバリエーションが存在する。この文字は水性インクによる真白木自筆である。また、髪質は天然パーマで元々はアフロヘアーだったが、宏海に敗れてから今の髪型にしている。
初登場時は、宏海は真白木の事を「真白木サン」と呼んでいた。しかし連載が進むに連れて呼び捨てになっていった。
名前の由来は猿の別名「ましら」とその鳴き声から。
柴 倫太郎（しば りんたろう）
宇月の子分的存在。リーゼントの方が柴。天然パーマ。字（あざな）は『モコモコ頭（ヘッド）』。
実家は工場を経営している。普段は真白木を慕っているが、小城と組んで真白木1人を危険に追いやる調子の良さも持ち合わせている。ひょんな誤解から、小城が真白木同様にあいすの事を好きだと思い込んでいた。現在はあいすへの恋で暴走しがちな真白木と、真白木と宏海が愛し合っていると本気で信じ込んでいる小城にひたすら振り回されている。現在高校3年生。特技の菱縄縛りは父親の趣味らしい。姉がいる為、男女の恋愛感情に関しては他の2人よりは常識的（ちなみに姉は柴とよく顔が似ているらしい）。真白木、小城と共に留年。
ちなみに彼が真白木を慕っている理由は、自身と同じ髪質である天然パーマについてのコンプレックスを無くさせてくれたからである。
名前の由来は、「子分＝犬」という事で、犬種の「柴犬」と、「縛り」から。
小城 洋介（こぎ ようすけ）
宇月の子分的存在。そばかすの方が小城。字（あざな）は『器用貧乏』。
こちらもひょんな誤解から真白木と宏海が愛し合っていると思い込んでおり、2人の仲をより良くしようとしている。センター試験を受けに行くなど、将来に向けてそれなりに勉強などはしていたと見られているが、真白木、柴と共に留年。
彼が真白木を慕う理由は、別の不良グループにいる時に苦手な喫煙を強要されている時に真白木に救われたから。
ちなみに彼と柴は真白木と異なって逢魔市在住ではない。
名前の由来は、柴と同じく犬種の「コーギー」と小器用から。容姿は読切『一九ポンチ噺』の登場人物、野田から取られている（但し、野田は不良少年ではない）。

## もて四天王
木嶋 剣（きじま けん）
元・生徒会副会長。もて四天王最強の男を自負する。
知的でクールなメガネ男子であるためかなりモテるが、幼なじみの吉下千里に惚れている。そのため、なぜか彼女と行動を共にすることが多い太臓を敵視している。登場当初はモテることを鼻にかけた単なるナルシストだったが、全く人間ができてないというわけ
でもなく、矢射子の恋心にいち早く感づき、彼女を応援したり、乾を励ますような優しさも持っているため、「意外といい人」キャラが浸透していた。太臓たちとからんで災難に巻き込まれることも多く、そのため読者からはそんなに嫌われていないようだ。
そのもてっぷりのすさまじさは、しばしばジャンプ漫画（特にテニスの王子様の手塚国光）のパロディで表現される。太臓との融合を体験したことにより、すっかり宏海と同じ側の人になった。
千里に対して好意を抱いたきっかけは、他の女性が自分を取り巻く中で彼女だけが興味を示さなかったことと、小学生の頃男子にいじめられた自分に活を入れてもらったことから。卒業式に千里に告白するものの、他の女性との縁が切れないことを理由に撃沈。しかし、未だにあきらめていない。女性にモテる事をアイデンティティにしており、それが無いと自分に自信が持てないという繊細な一面を持っている。そのため、千里の弟達から「ヘタレ」扱いされている。
初登場時に行われた“もて野郎コンテスト”では優勝したのに今ひとつ目立てなかったため、単行本3巻の人物紹介時点では「四天王だがイマイチ影が薄い」などと書かれたこともあるが、太臓のライバルキャラとしての地位を確立したため、それなりに目立っている。太臓からはいつも「メガネ」と呼ばれている。
名前の由来は「雉」とその鳴き声から。
大木 玲夜（おおき れいや）
実界人と間界人のハーフ。
実家が大金持ちで、その上女顔で美形だが、感情が高ぶると「違う漫画（せかい）の人の顔」（ジョジョ風、NARUTO風、ムヒョロジ風、等）になる。
極度のシスコン。杉音を侮辱する者に対してはジョジョのストレイツォや銀魂のジャスタウェイに変身して罰を与え、生徒会役員選挙の演説の際には、（姉と常に一緒に居たいが為に）ドキ高の隣にドキドキ学園大学を建設すると宣言するほど。杉音の風貌が彼にどう見えているのかは不明。姉の卒業後は、自分の持ち技を間界人・実界人の別なく誰もが使うようになってしまった（実はそれこそが「ふたつの世界の存亡に関わる恐るべき事態」の前兆だったことが第87章で明かされた）せいもあって、初登場が第1章からの古株キャラであるにもかかわらず、すっかり地味になってしまったが、杉音が出られるエピソードではちょくちょくシスコンぶりをアピールしている。なお、太臓解任後の生徒会長でもある。
もて四天王の一人で彼の場合は一部の男にもモテている模様。翠の魔法で女の体になってしまった時は女子の制服を身にまとい男子の人気を得たほど。なお女の体になった際、「姉さんと結婚できないじゃないか！」と発言し宏海に「元からできないだろ」とツッコまれた。連載後半では女性的な容貌をネタにされることが多くなった。また、前述の女性になってしまった時に紋は女性に戻してもらったものの彼は戻してもらっていないため最終回でも女性のままだった。
名前の由来は「おお綺麗や（おおきれいや）」から。
乾 一（いぬい はじめ）
生徒会役員。1年A組→2年B組→3年C組。
矢射子を慕っているが、あまりのバカっぷりと空気の読めなさから、矢射子本人は全く眼中に無い。運動能力は高いが頭は悪く、成績は学年最下位。
同じく矢射子を慕っている夕利とはライバル兼良きパートナー。物語後半からはよく行動を共にしており、矢射子からはお邪魔コンビと思われている。肝試しの回では悠に作為的にペアを組まされたりもしていた。
矢射子により犬顔のサイボーグ（仮面ファイターわんわん。ちなみに変身の際のかけ声は"ヘンジン！"）に改造されてしまう（と言っても服を脱いで仮面をかぶるだけ。宏海によると、ちびっ子が全く憧れないサイボーグ。結局、全ては彼自身の激しすぎる思い込みの産物だった模様※）。母性本能をくすぐる可愛い系美少年でもて四天王の一人だが、実は極めて重度のマゾヒスト（しかし木嶋からの攻撃には痛みを感じているので、好きな人からの攻撃しか快感にならない様子）。
話が進むにつれ『イジメられてさえいればそれだけで満たされる』というキャラへとどんどん横滑り。だがラブデスで矢射子が宏海のことを好きだと（半ば夕利に巻き添えを食わされる形で）知るに至り「本気で矢射子を好きだった自分」を再認識させられ、少なからぬショックを受ける。そしてその直後宏海に戦いを挑んだが、「妹を泣かせる」と言ったためにページをめくる間（正に紙一重）に瞬殺された。
その後3年生に進級し、再び同じクラスになった夕利によって（わざと夕利を怒らせ）イジメられることを望んだ。
ちなみに連載前の読切作品で、デザインが違う彼と同名の登場人物が登場した。
名前の由来は「犬」とその鳴き声（ワン→one→一）から。
※これに関しては未発表作品「怪傑h（短編集『クレイジー大亜門道』収録）」にその原型が見て取れる。
11月1日生まれ。
笛路 紋（ふえじ あや）
もて四天王の一人。女性でありながらその中性的な雰囲気から親衛隊ができるほどのあまりの女子人気ぶりに、もてもて審査委員会によってもて四天王に選ばれた。
彼女のもて力は『魂吸』だったり『覇気』だったりと、四天王の中で最も攻撃的に表現された。その風貌のせいで、翠の魔法で男の肉体になった時にも両親に変化を気づかれなかったほど。
人とは違う美的感覚（宏海いわく「ゲテモノ趣味」）を持っていて、太臓のことを可愛いと思っている。しかし剥製や標本にしたいなどと言っており（触れられない太臓の姿を今のままにしておきたいため）、恋愛感情としてはかなり猟奇的。自分の気に入ったものが誰からも支持を得られず、少数派（マイノリティ）街道をたえず歩んできたため、素直に自分を出せない引っ込み思案な性格になってしまっている。
特殊なフェロモンを出す体質であり、興奮すると周りの人間が理性を失った狂戦士と化す。また、本人も男性に触れられると人格が激変、無意識に攻撃してしまう。星型の乳首を持つドラゴンガールの一人でもある。
第35章でアメリカ留学から帰国して初登場した。バレーボール部所属。『DEATH NOTE』のニアがいじっていたものと思しき人形を自宅にコレクションしている（らしい）。多くの設定があることを作者も悔やんでいるらしい。
名前の由来は、フェロモンから。
4月4日生まれ。

## その他の生徒

### 3年生（太臓と同学年）
一口 夕利（いぐち ゆり）
私立ドキドキ学園高等学校1年G組→2年B組→3年C組。4月2日生まれ。
あいすのクラスメイトで坂田の好きな女の子として登場。身長145cmと小柄で童顔。宏海曰く「オッサン臭い趣味」。実はレズビアンで矢射子のことをお姉さまと呼ぶ（そのためあいすには『変態』の勘定に入れられてしまっている）。
同じ矢射子の信奉者である乾と一緒に行動することが多いが、矢射子が賭けで遊戯の髪形になるかもしれないという時に、乾が「実はそっちのがカッコ良くないか…？」と発言したり、宏海と矢射子のデートを共に尾行した際にあまりの馬鹿な発言の多さから、まったく頼りにならないと思っている。そのため乾の面倒を一番見ているのは彼女なのかも知れない。
「男なんてつっこむことしか考えてない生き物」と考えており、ケダモノ・ビーストと呼ぶ程。
「矢射子のことは自分が一番理解している」というその自負が、皮肉にも「矢射子が好きな人は宏海」だということを彼女に悟らせてしまう。しかし決定的な物的証拠（リボン）を前に自らの想い破れる結果となってもなお、彼女が望んだのは矢射子自身の幸せ（その気持ちを宏海に届かせること）だった。
名前の由来は百合と、「ロリータ」のアナグラム（一口夕利→口利一夕→ロリータ）。
麻仁 温子（まに あつこ）
私立ドキドキ学園高等学校2年B組。ジョジョ好きな女の子。
極度のジョジョマニアで、髪型も『ストーンオーシャン』の主人公・徐倫そっくり。彼女の行動・言動はほぼ全てがジョジョのパロディである。好きな人すら空条承太郎というほど。よく似たコスプレの人ではなく、本物に会いたいと思っている。当人曰く趣味の幅が狭くて友達と話が合わないらしく、ジョジョファン仲間を探し求めている。しかしジョジョ好きの漫画家志望の友達にクモを食べさせて（岸辺露伴のエピソード）漫研をクビになったことがある恐ろしい経歴の持ち主。
容姿は結構カワイイ美少女で、ジョジョ絡みの奇行さえなければ男子にもモテていた様子（しかし本人は恋愛はおろか、ジョジョマニア以外の人間にあまり興味はない）。宏海の空条承太郎のコスプレを認めていて、幾度か宏海にそのコスプレをさせようとした。
3年生に進級し、これから入学してくる下級生や荒木先生のために「ジョジョ部」を設立し、先ず手始めに紋にジョジョ全巻読むように勧めた。また2年の時に「ドキ高 オラオラ化計画」と称し、ドキ高をジョジョの世界に変えようとして、生徒会長選挙に立候補したことがある。
『赤マルジャンプ』の特別企画で荒木先生が描いた太臓に目がハートになった。弟がいる。星型の乳首を持つ（本人は気にしていないらしい）ドラゴンガールの一人。
名前の由来は「マニアック」から。
まわる／スピン
自律思考型ロボット。第17章の初登場時は7頭身の女子高生ボディで作者の前作『無敵鉄姫スピンちゃん』のセルフパロディーのように思われたが、後にスピンと同一人物（「まわる」はロボットだとバレないように矢射子が付けた偽名）だと判明。
普段は前作同様の幼児ボディで活動している（その方が楽らしい）ためか、見た目15歳未満をストライクゾーン外としている太臓は、彼女が自分たちと同じアパートの『男物だけど濡れた服よりマシだろ』号室に住んでいることに、第25章になるまで全く気付かなかった。34章にてドキドキ学園高校2年B組に編入。ちなみに性格はほぼ前作のままで、博士を慕う素直なロボットだが、本作では博士の孫娘・透瑠によってエロ防止装置とオートガード機能が組み込まれ、エロを感知するとビームやミサイル等で問答無用の排除行動に出るようになった。初期は30分以上連続で活動すると熱暴走を起こしていたが、編入後は活動時間が長くなったため暴走は一度も起こしていない。
坂田 金時（さかた きんじ）
私立ドキドキ学園高等学校1年H組→2年B組→3年C組。
第1話で太臓の隣の席に座る「クラスのドドンガ的存在」として登場。身長180cmと体は大きいが気は小さい。何だかんだで太臓とは仲が良い。女の子と話すと緊張する体質なので好きな子に声もかけられない。胸が女性のようにやわらかい。
夕利の事が好き。いつも彼女のストーカーをしており、趣味兼特技の「脳内変換」を使って、妄想の世界で幸せな夢を見ている。三年に進級してから奇跡的に夕利と同じクラスの隣の席になれて、誕生日プレゼントも渡している（多少湿っている）。が、夕利に殴られている乾と自分を変換する辺り、ダメなものはダメだった。女の子の身体計測のデータを盗み見る変態。
名前の由来は「坂田金時」（さかたのきんとき）から。
5月5日生まれ。
倖田 武滋（こうだ たけじ）
第8章にて初登場。
カツアゲを働きながらも「オレが金を出す！」と割って入った乾には「金で何でも解決できると思うな!!」と正義を説いていた、滅茶苦茶わがままな性格。中学生時代（その頃のあだ名は「ジャイアント」）、成績の悪さも意に介さず「いざとなったらヤクザになってやる」と放言していたが、当時同級だったあいすにぶっとい釘を刺され、あっさり断念。真面目に授業を受けるようになったという過去がある。
名前の由来はドラえもんのジャイアンこと剛田武。
日辺野 美子 （ひべの みこ）
生徒会役員。2年B組→3年?組。
木嶋剣に思いを寄せている。実家は神社のようで正月（第23章と第71章）では巫女姿で登場、文化祭のコスプレ喫茶でも巫女姿をしていた。彼女の祖父が矢射子に「武装セイバー」を渡した。よく他の生徒会役員の女子生徒と一緒に居る。眼鏡をかけた人しか好きになれない（本人談）。美形の従兄がいる。
名前の由来は日ペンの美子ちゃんから。
横尾 ちよい （よこお ちよい）
明石サマンサに代わる放送部長として登場。ついつい私情を交えたり、言ってはいけない事までアナウンスしてしまったりすることが多い。
肝試し大会前夜まで三日三晩サマンサの猛特訓に付き合わされ、ついにはホラー映画さながらの悲鳴を上げて倒れたという同情に耐えない逸話がある。
名前の由来は「おっちょこちょい」のアナグラム。
外代 雪乃（ほかしろ ゆきの）、三茶薙須美（みさなぎ すみ）
いつも一緒にいる女子生徒2人組。2年に進級してからは、太臓と同じB組に。口癖が「〜ですけど」であるため、「ですけどガールズ」と呼ばれる。雪乃は玲夜が好き。須美は木嶋が好き。
名前の由来は、それぞれふたりはプリキュアの主人公、「雪城ほのか」と、「美墨なぎさ」のアナグラム。
加瀬 晴美（かぜ はるみ）、小野 聖子（おの せいこ）、葉和（はわ）
紋親衛隊のメンバー。
名前の由来はそれぞれおジャ魔女どれみシリーズの登場人物、春風どれみ、妹尾あいこ、藤原はづきから。

### 2年生（太臓より1学年下）
星出 伊舞（ほしで いぶ）
1年E組→2年。宏海の実妹。
両親が離婚し、母親の所で暮らしている。旧姓、阿久津。兄と同じく、赤い髪やツノのような黒いくせ毛を持つ。何を血迷ったのかドキドキ学園高校に入学。兄とあいすが付き合っていると思い込んでいる。間界の存在や、太臓達が間界人である事は知らない。「男と女のABC」も全く知らない。だが両親が復縁できないのは、父の性格に起因しているという事は重々理解し、かつ気に病んでもいる。ソフトボール部所属。12月24日生まれ。
名前の由来は、「アクティブ」及び「ポジティブ」から。
チャーマーグリーン翠/地山 翠（ちやま みどり）
間界人、魔女。
悠を追って実界にやってきた。しかし悠の方は太臓や宏海をいじる方が楽しいのか全く応える気がない様子。そのため悠と一緒に行動するバカ王子（太臓）や赤毛君（宏海）を恋の邪魔者と考えている。
彼女がとる行動は突飛な物ばかりな上、下ネタまじりの発言（そもそも発想が下品な場合と、なんでもない発言が卑猥に聞こえる場合とがある）から、お供の精子（しょうこ）というオタマジャクシには突っ込まれてばかり。インチキ占いで男に十万単位で貢がせたりと、あくどい性格。しかし伊舞が彼女にとって初めての女友達になると、純粋に仲良くなる。余程気を許した相手でなければ、人のことを名前で呼ばない（学園長→ハゲ、色裂→アゴ、矢射子→巨乳女、宏海→赤毛、玲夜→美形くん、等。唯一の例外なのが、あいす）。
彼女が魔法使用の際に触媒（兼移動手段）とするステッキは、作者曰く「一般の魔法少女のステッキのデザインを参考にアレンジ加えただけ」との事。
最終回で間界に帰るために伊舞の自分との記憶を消すが、実界に残ることができたため今でも親友である。
名前の由来は、ライオンの「チャーミーグリーン」から。

### 1年生（太臓より2学年下）
字戸井 萌（あざとい もえ）
新入生。人気アイドル。愛称は“もえるん”。
学校では眼鏡をしている。矢射子の存在は百も承知で「今の彼女よりも自分のことを好きになってくれれば良い」と、宏海略奪を宣言。苗字通りの気性を露わにした。
名前の由来はそのものズバリの「あざとい萌え」。
居成 陽子（いなり ようこ）
妖狐の子供で新入生。通称「妖狐の陽子」。
無邪気で人懐っこく、好奇心旺盛。チャームポイントは極太のアホ毛と体育会系口調。人間に変化できるが、未熟な故か狐耳と尻尾がふとした弾みで飛び出てしまう。獣臭い。ネタや話題も妙に古臭い。ドキ高入りを志望した動機は「人間の学校に行ってたくさん彼氏を作りたいから」。地声のデカさと隠し事が全くできない性分から、入学早々クラス内で付いたあだ名が『スピーカー』。好きな食べ物はおいなりさん。萌とは仲が良い。
元ネタはいぬかみっ!のようこで、名前の由来は、姓が狐を使いとするとされる稲荷神。名前は「妖狐」と「ようこそようこ」。
ドラクロワ
通称、女吸い（にょすい）。銀髪の吸血鬼で俺様キャラ。
一万人以上の女性と付き合い、ふって来たと豪語するが、ドキ高入学以降は紋に殴り飛ばされ、あいすには「女性を見る目がないあなたなんかにいい女って言われても不快」と完全論破され、些か（どころじゃなく）乱調気味。だが贋スピンに変身した陽子に対し「贋物にモタをくれてやる訳にはいかない」と、陽子の魔の手（?）からモタを守ろうとしたり、友情関係には厚い方である。
名前の由来は、「ドラキュラ伯爵」とフランスの画家「ドラクロワ」。
押上 仁露（おうかみ じんろ）
ドラクロワと一緒に行動する眼鏡をかけた紳士風の男。
女の子は苦手と自ら語るが、その本性は一度欲情すると狼男に変身してしまう体質の持ち主。自分の本当の姿を見ても恐怖心を抱かず、一人の人間として見てくれた温子に共感。誘われるがままにジョジョ部に入部する。
名前の由来は「狼」と「人狼」から。
茂太郎／アストロロボ・モタ（もたろう／あすとろろぼ・もた）
ドラクロワと一緒に行動する背の低い少年。前作に登場したモタ本人。
元々は優秀な自律思考型のアイドルロボットだが、スピンに出逢ったために自律思考に異常をきたし、その影響による暴走の末に廃棄されてしまう。その影響か若干すれた性格に変わってしまったが、スピンに逢いたいがためにドキ高に来た。前作とは違い「間界で製造されたロボット」という設定にするつもりだったのだが、間界の概念を一から説明せざるを得ない為に、今の設定になったとの事。
名前の由来は「アトム」の英字スペルを逆さから読んだもの（ATOM→MOTA）及びファミコンソフト「アストロロボ・ササ」から。

## 卒業生

### 太臓より3学年上
木村 ガイア（きむら がいあ）、摩周 利子（ましゅう としこ）、大賀 照美（おおが てるみ）
通称・腹黒い三連星。太臓と吉下の接近を快く思わない木嶋に雇われ、色仕掛けによって太臓達を誘惑するが、その企みはことごとく失敗している。
名前の由来は、それぞれ黒い三連星構成員と、それぞれ木村カエラ、賀集利樹、大場つぐみから。

### 太臓より2学年上
大木 杉音（おおき すぎね）
実界人と間界人のハーフ。玲夜の姉。
ホホジロザメをペットにしプライベートビーチを持つほどの大金持ちのお嬢様で、気が優しい・頭がいい・料理がうまい・歌も上手いなど内面は完璧だが、ゴリラのような風貌であるのが致命的な短所である（太蔵や婚約者からドズル・ザビ似と言われ〔このときの悠のフォローは「ドズル中将は立派な軍人だ」。〕、また、「似合う機体はビグ・ザム」と言われた事も）。前述の通り実界人と間界人のハーフであるため特殊能力が上手く操れず、彼女の何気ない行動は全て攻撃になってしまう。太臓達が被害に遭うのがしばしば。
第30章で無事卒業した。その後もちょくちょく登場。性格は純情で（太臓ら）男性から好意的にされるとモジモジして炎を出してしまう。その他は割と常識的だが、玲夜が女の体になってしまった時なぜか女子の制服を差し出している。
名前の由来は「大き過ぎね（おおきすぎね）」から。
北条 マヤ（ほうじょう―）
第30章のみの一発ネタキャラとして登場。キャッチフレーズは『純情100%』。
以下、東斗まで（純平をも含めて）の名前の由来は全て「いちご100%」から。
南乃 翼（みなみの つばさ）
上に同じ。キャッチフレーズは『しっかり100%』。一番人気の彼女のハートを射止めたのは同年の卒業生・純平千太（すみひら せんた）。
西王子 たつき（にしおうじ―）
同上。キャッチフレーズは『大胆100%』。実は女子もいける口!?
東斗 由美（ひがしと ゆみ）
以下同文。キャッチフレーズは『妹100%』。『ガキっぽくていい年こいた大人に人気があった』との事。

### 太臓より1学年上
吉下 千里（よしもと ちさと）
元・生徒会会計。優等生の三つ編み眼鏡。作中の数少ない常識人。
当初はモブキャラだったが、徐々に人気が出て準レギュラーに。いちご100%の登場人物のように眼鏡を取って髪型を変えるとかなりの美人。木嶋とは幼なじみであるが、彼を異性としては全く意識しておらず、弟のように思っている（実際に弟が2人いる）。
冷静沈着で物事を冷静に判断でき、観察力と調整能力があるためか、しなやかかつ鋭いツッコミを入れる事も。太臓の言動を（ある意味）紳士的だと解釈し、生徒会長に推薦してしまった（会長就任後の目に余る独裁ぶりに自責の念を感じていたと木嶋は言う）。しかし太臓解任後もさほど彼を嫌うそぶりも見せず、木嶋をやきもきさせている。なお太臓より先輩ではあるのだが、間界人には苗字を呼ぶ習慣がない事から「千里」と呼び捨てにされている。
矢射子の恋を応援しているが、内心「早く告白しちゃいなさいよ！」とも思っており、卒業式以降は荒療治で何とか進展させようとした。推薦で合格した大門大学という私立大学に通っている。温泉宿で働いている親戚がいる。 最終回では烏丸というゼミの友人と仲良くなっていた。
名前の由来は「きっちりした」のアナグラム（吉下千里→吉千里下→きっちりした）。
10月30日生まれ。1030→千三十→ちさと。
明石 サマンサ（あかし サマンサ）
元・放送部部長。
3度のメシよりお喋り好きで、電話の平均通話時間は6時間。彼女のロングトークは部員泣かせ。ドキ高イベントの司会進行役などに時々登場し、部長引退後もしばしば登場している。
初登場回の第12章から高校生活最後の名調子となる第78章に到るまで、そのセリフのほとんどはマイク越し。自分の跡を継いだ横尾ちよいの実況ぶりを、目を光らせつつ厳しくチェックした事もあるが、ラブデスに於いては（例によって本音を漏らした）ちよいを参加させてやるなど、後輩思いの面も持ち合わせている。センター試験受験者でもある。
将来の夢は結婚しても辞めないアナウンサーで、当面の彼氏はMyマイク。 最終回に登場していない。
名前の由来は明石家さんまと奥さまは魔女のサマンサ・スティーヴンスから。
今素根 少将（いまそね すくまさ）
第1回から登場していた不良で、宏海にボコボコにされている。その後何度か登場しているものの、卒業も間近な’07年初め頃になるまで本名が判明しなかった。ラブデスでは、唯一のカップルとなった（相手は横尾ちよい）。
外見及び名前より、モデルは機動戦士ガンダムのコンスコン少将。

## 教員
谷 円（たに まどか）
間界人。7章で逮捕された出羽の後任として第15章よりドキ高に来た巨乳の美術教師。
メガネを取ると巨大なスーパーヒロイン・アルティメイド（正義と平和に奉仕する究極のメイド）に変身する。時々寝る前などにうっかりメガネを外して巨大化してしまうらしい。
さばけた性格で、ヒワイなギャグもこなす。しかしセクハラには厳しい。
元々彼女の設定は読切『一九ポンチ噺』の主人公、藤田一九のルックスと『伝説のヒロイヤルシティー』の小学生に化けていた巨大ヒーロー・アルティマンを合わせたものになる予定だったらしいが、現在のものになったとの事。
「テコ入れの方向性を間違えた」と、作者も少し思ったという。
名前の由来は円谷プロダクション。
ルリーダ
間界人。戦場の死神・戦乙女（ヴァルキリー）の"痕（スカー）"ルリーダの異名をとる。
22章で格闘大会の優勝候補として初登場し、準決勝であいすに敗れたが、その直後の太臓との対戦において全力時にはDEATH NOTEの死神レムのような姿に変身する事が判明している。
太臓達の2年進級時に体育教師としてドキ高に赴任。ほとんど無表情かつ冷静で特別変態的な要素は持たないが、性格的に手厳しいところがある（益子にトラックを2000kmは押して鍛えろと言うなど）。平時から（正月にさえも）ジャージを着用。時には学校の体育館を大改造してまで稽古や修行に汗を流すなど、自己鍛錬に余念が無い。
名前の由来は超時空要塞マクロスに登場するコードネーム、スカルリーダーから。
色裂 色番 （いろさき しきつぐ）
ハバネロ錬金術師エロガード・エロリップを参照。化学担当。名前の由来は「エロガード・エロリップ」で、「エロ」→「色」（色気の意味も含む）、「ガード」→「番」、「リップ」→「裂」（リップ rip は、英語で「裂く」の意）となる。
丘 八十一（おか やそいち）
宏海らが1-H時代の担任。翌年は2年の学年主任となる。
2年でのクラス替えの時、問題児を片っ端から2-Bに掻き集め、そんな「俺だっていや」なクラス担任を当時新米教師だった有藤に押し付けた張本人である。宏海の住所を太臓にバラしたり、花見の席で宏海に「今までごくろうさん」と言いつつ、結局は3学年通して太臓達のお守りをさせたりと結構いい性格で、多少ながら間界のことは知っている様子。
大量のチョーク（普段は腰のベルトに装備）を板野サーカスばりの軌跡で飛ばす、究極のチョーク投げ「ホーミング・チョーク」が武器。また授業は、『ジョジョの奇妙な冒険』のスタンド能力の解説を行っている模様。
モデルは大亜門の初代担当瓶子吉久。「丘八十一」を縦に書くと「兵士」となる。
有藤 宰（ありとう おさむ）
元・2-B担任。
イケメン嫌いだが、全体的にはまともで良識的。しかし、女性化した玲夜を「心配だから家まで送ろう」と言って宏海に「ワイセツ教師」と突っ込まれたことがある。学生時代はラグビー部だった。モデルとなった人物に似てジョジョ好き。
名前の由来は大亜門の二代目担当である齊藤優（さいとう ゆう）のアナグラム（有藤宰→ゆうとうさい→さいとうゆう→齊藤優）。
3年F組担任（名前不明）
第82章にのみ登場。
非常に頼りない。モデルは大亜門の三代目担当である服部ジャン・バティスト哲。
茨木学園長
昔は『羅生門の鬼』の二つ名で呼ばれた間界人らしいが特殊能力は見せた事がない（実は最終回で本来の姿の片鱗がわかる）。生え際がドキドキな事になっている。自分の生徒であろうとイケメン嫌い。「キャバクラで領収書を切るのが有りか無しか」はぼやかしておいて欲しいらしい。また、フザけたキャラの印象もあるが、時には社会をなめきった真白木らの卒業を取り消すなど、大人としての一面も持ち合わせている。
モデルは茨木政彦。

## その他

### 主要人物の家族・関係者
佐渡 ケサ（さど けさ）
佐渡あいすが実界でホームスティしている家の家主の老婆。太臓が探しているドラゴンガールの一人である。
太臓に気があるようで、その影響からかあいすのコスプレ（第28章であいすの影武者として学校に行こうとした）などの奇行が目立ち、あいすの頭を悩ませる事もあるが、基本は心優しく彼女との仲は良好である。「しゃくはち式」という何かを持っているようだが、あえて聞かないことになっている。
名前の由来は新潟民謡「佐渡おけさ」から。
宏海の父
宏海と2人暮らし。職業は公務員。
息子の宏海を溺愛している上に思い込みと独占欲が激しく、宏海をゲイではないかと疑ったり、彼女が出来たら出来たで嫉妬心を剥き出しにしたりしている（そのため宏海にはかなり鬱陶しがられているが、その思い込みの強さは妹に対する彼の態度に確かに受け継がれているようだ）。この性格が原因で宏海は不良になったという。
メガネで黒髪。離婚した妻は登場せず。宏海の事を相談したり、女子高生のような文面のメールをやり取りしたり、文化祭で宏海のコスプレを一緒に見に来たりと、伊舞との仲は良い様子。結局最終回まで本名が不明。
部井 一緒（ぶい かずお）
スピンを作った自称天才博士。作者の前作『無敵鉄姫スピンちゃん』に引き続き登場。
そのエロさから太臓とよく気が合う。よく孫娘に制裁を喰らっている。第17章で「私を作った博士」、第18章で「ロボットの持ち主」と、その存在は示唆されていたが、実際の初登場回となったのは第25章。
名前の由来は『超電磁マシーン ボルテスV』のボルトイン（合体）時の掛け声「Vトゥゲザー」から（together→一緒）。
部井 透瑠（ぶい とおる）
博士の孫娘。作者の前作『無敵鉄姫スピンちゃん』に引き続き登場。ビューナス女学院在学中。
普段は常識人だが、博士や太臓のスケベな行動に対しては容赦ない制裁を行うサディスト（あいすに匹敵する唯一の実界人）である。
前作最終回ラストシーンで「この世で最も見たくないものワースト1（太臓ランキング）」な光景を目にし、死を覚悟した事により決定的ななにかが切れたのか格段にサディスティックな性格を持つようになり、同時に驚愕・絶叫系のツッコミはなりを潜めるようになった（本作でその役を宏海が負っているせいもあるが）。その他前作との差異としては、右前髪に付けたV字形の髪止めが挙げられる。
父方の祖父（一緒）に似ているのは頑固な直毛のみだと自分では思っているようだが、スピンにエロ防止装置を搭載するなどロボット工学の素養もある。最近スピンに対して過保護になってきた模様。
名前の由来はVTOLから。
部井 佐蔭（ぶい さいん）
部井一緒博士の息子で透瑠の父。センター試験の試験官として登場。また、仕事の時はカツラ着用。
一応は常識人ではあるが、娘に対してはかなり過保護で心配性（これに対しては流石に父・一緒も頭を悩ませている）。
名前の由来はVサインから。
真白木 みのる（ましらぎ みのる）
第21章に登場した真白木の弟で、年齢は10歳。
髪を切る前の兄と同じアフロ風の髪形をしている。兄を慕うごく普通の少年であったが、あいすのサンタ姿がトラウマになり、以後サンタクロースの話をしなくなり、更にはハロウィンの時の兄の奇行（事故ではあるが）の所為でハロウィンの話をしなくなり、挙句の果てには節分の時の兄の奇行（公太郎達が間接的な原因でもあるが）により節分の話すらしなくなる等、行事をやらなくなる。
名前の由来は「白木みのる」から。
シャーくん
ホホジロザメ。大木家のペットである。

### 間界人
精子（しょうこ）
翠の使い魔のオタマジャクシ。
語尾に「〜タマ」とつける口調。玉の中に入っている。作中で宏海に次ぐツッコミキャラ。宏海に勝るとも劣らないハイレベルなツッコミを繰り出す。翠のY軸偏向した発言には毎度のように呆れているが、第54章では魔法を暴走させてしまった翠と伊舞との友達付き合いを宏海に取り成したりと、何だかんだで翠の良き相棒。最終回では足が生えていた。
名前の由来は精子から。ランコと合体して人間になったりはしないらしい。
日比木 静（ひびき しずか）
太臓と悠が住んでいるアパートの管理人で、未亡人。
間界人でもあるが種族は不明。極めて天然な性格なので、太臓と会話するとボケが流れっぱなしになる。夫の趣味は少々変わっていたらしい。太臓にスパイラルアローをかますなど、意外と格闘能力は高い。
名前の由来は、めぞん一刻の登場人物「音無響子」から（日比木→響、静→音無）。
花子（はなこ）
太臓と悠が住んでいるアパートの住人で、まだ幼い少女。
座敷童だが、怒らせると貧乏神になる。静の実の娘ではないが、まるで本物の親子のように行動を共にしている。
セリフがないキャラ。宏海が好きで彼と会う際はいつも赤面している。顔さえ見れば癇に障る事ばかり言う太臓の事は大嫌いで、貧乏神の能力でいつも不幸な目に合わせている。
彼女の描く絵はなぜか『北斗の拳』のような画風。初登場時は学園7不思議の回の最後のコマにトイレの花子さんらしきキャラとして描かれていたが、後に静と一緒に暮らしているキャラとして再登場。ドキドキ学園での清掃のバイトをしている。
第74話にて一時的に成長しており、その際に貧乏神の能力を失っている。
赤鼻のトナカイ
入院したサンタの代理でプレゼント配布を手伝わされた宏海たちにあてがわれたトナカイ（車の運転手）。
「ビン底眼鏡に赤鼻なチョビ髭で小太りのハゲオヤジに角付けただけ」と言った風体をしている。サンタに対してひとかたならぬ恨みを抱いており、有名なクリスマスソングの一節を歌ったその直後、JOJO第5部のギアッチョばりにブチ切れていた。宏海に問われても答えなかったが、その鼻が赤いのは間違いなく「酒さ」である。
魔王（まおう）
間界の王（間界全体の王かどうかは不明）。太臓の父でもある。
いかにも鋭さと威厳のありそうな雰囲気の持ち主だが、性格自体は太臓となんら変わりないもてない感じの男。間界での真の姿は『RPGのラスボスとして出たらゲーム機叩き壊したくなる（宏海・談）』格好である。
特殊能力など様々な能力を魔王らしく有している。余談を言えば、太蔵と違うのはこんな彼でも妻が居たということだろう（作中登場せず。死別か離婚かも不明だが、太臓の寝言で存在が仄めかされている）。
バシン
王の側近で、太臓の世話役も務めていたと思われる間界人の男性。
基本的には（ともすれば、間界人らしくもなく）真面目で常識的な人物だが、「天然ドジっ娘のぷにぷに系」が好みと言う一面も。同じような境遇の所為か、宏海には共感を抱いている。悠についてはその能力を高く評価しており、その正体も薄々感付いていた模様。
丸男（まるお）
キノコ狩り屋のオーナー。
スキーリゾートで、明らかに無理のある分担なのに、「隆次がやるって言ったんです。弟の意思を尊重したい」と言ったので、キノコ狩りでの一件以来、「いい兄貴」になっているようだ。
元ネタはスーパーマリオシリーズの主人公的キャラクターのマリオ。
隆次（りゅうじ）
丸男の弟。
丸男がいる事で自分がいつも二番手である事や、同じ色の組み合わせ（赤と緑）なのにガチャピンとムックとは正反対である事などを不満に思っているらしい。ちなみに兄の丸尾とは違い、彼の帽子の下の頭はハゲている。
元ネタはスーパーマリオシリーズの準主人公的キャラクターのルイージ。
サンタクロース
第69章に登場。
'05年末のプレゼント配布を手伝ってくれた礼にと逢魔市に雪を降らせた。やたらとシブいその顔の左半面に刻まれた傷跡を見て、前年彼が入院した理由を知る読者は遠い目をしたと言う。
陽子の母親
太臓たち一行がスキー旅行に行った先の山に住まう巨大な九尾の狐。
大層そそっかしい性格。些細な誤解から宏海達に襲いかかるが、事前にとられていた「ある何気ない行動」が鍵となり、すんでの所で平静を取り戻す。そして真実を知り、宏海たちに非礼を詫び山へと帰って行った。口から何がはみ出していたとしても言及してはならない。

### 討魔師
安倍 清明（あべ きよあき）
討魔師の集団、日本討魔師連盟の会長にして矢射子の師匠。孫バカな一面もある。
元ネタは伝説的な陰陽師安倍晴明。
叶 見人（かのう けんと）
グラサンをかけた男性討魔師。気を纏わせた紙飛行機を飛ばす遠・中距離戦を得意とする。
大亜門公式サイトの「こども電波相談室」（リニューアルにより閲覧不可）にて名前が発表された。元ネタは『みえるひと』から。
白 麗（パイ リー）
女性討魔師。体術を駆使した接近戦を得意とする。矢射子のことは「矢射姉」と呼ぶ。
大亜門公式サイトの「こども電波相談室」（リニューアルにより閲覧不可）にて名前が発表された。元ネタは『GS美神 極楽大作戦!!』から。

### その他
更衣室荒らし
第1章に登場。
「ドラゴンクエストシリーズ」の「あらくれ」のような格好でありながら、女口調。追ってきた太臓を返り討ちにするも、直後に要らぬことを言ったがため、テンション急上昇によって召喚されたドライマンの「首だけコプター」の餌食となる。その覆面の下は、更衣室以外にも色々なところをあらし回ってきたような顔をしている。
金星 照彦（かねほし てるひこ）
第4章に登場する大木杉音の婚約者。
ビューナス化粧品の社長の孫。二枚目ではあるが性格は悪く、女装した玲夜の前で杉音を侮辱したために散々な目に遭う。
出羽（でば）
第7章に登場。
学校に伝わる七不思議を隠れ蓑に、盗撮行為を行っていた猥褻美術教師。表情に乏しいあいすを憤怒の形相で歪ませる。己の技能を悪用して学校中を逃げ回るも、隠れ込んだ場所で太臓の「濃いめの一発」を超至近距離から食らわされて悶絶し、そのまま捕まる。
名前の由来は「出歯亀」。
音成（おとなり）さん
第32話に登場。
太臓と悠の住むアパートに越してくる予定だったが、フズアケ杉花粉症が二次症状へと進行した太臓の究極の自己紹介を目の当たりにして入居を取りやめる（その後、永らく空室だった「ドジなメイドにはおしおきが必要だな」号室には、第83章よりドラクロワたち三人組が入居することになる）。なお、外伝2にもあいすや倖田の中学時代の担任として登場する。
益子 茎助（ましこ けいすけ）
第41章に登場するドキ高OBの教育実習生で、高校時代は元・もて四天王の一人だった。
二枚目ではあるが、自分の美形ぶりを鼻にかけている女たらしで、後輩である女子高生をつまみ食いするためだけに教育実習を受けに来たような男。しかし教員から生徒までまともでない現在のドキ高に翻弄されて、現在のもて四天王にも負ける。おまけに偶発的トラブルから本音を漏らす。
名前の由来は「すけこまし系」のアナグラム。特別編にも登場するが、そこでも後輩である大木杉音の特殊能力の犠牲者になる。
沙羅（さら）、レミ、麗（れい）、日々田（ひびた）
第80章に登場。
旅館の混浴露天風呂で太臓と木嶋に襲いかかった男の亡者（アンデッド）たち。一度見たが最後、覚える気がなくてもその名を忘れられなくなりそうなほど強烈な面相だが、全員女性で死んでもいない。
名前の由来は『マクロス7』のFire Bomberのメンバーから。顔や髪型のモデルは『ジョジョの奇妙な冒険  Part1 ファントムブラッド』終盤でストレイツォに瞬殺されるゾンビ四人組。
空条承太郎（くうじょう じょうたろう）
『ジョジョの奇妙な冒険Part3 スターダストクルセイダース』主人公。別作者の漫画のキャラクターだが第59章の第1回人気投票で、9位にランクインしたため（大人の事情により等身大パネルで）登場。
大亜門（だい あもん）
作者本人。
第59章の第1回人気投票で、3位にランクインしたため登場。5位までのキャラクターの絵が描かれた色紙を投票者にプレゼントする企画になっていたため、「なんで自画像入りのサイン色紙をプレゼントしなきゃならないんだ」と嘆く。